# 堀木站
堀木站（日语：／ Horiki eki */?）是位於三重縣四日市市堀木，近畿日本鐵道（近鐵）的湯之山線車站（廢站）。車站周邊較多四日市的公共設施。此站主要讓通勤和上學的乘客使用。

## 歷史
- 1913年（大正2年）9月24日 - 四日市鐵道諏訪（現時：近鐵四日市）至川島村（現時：伊勢川島）之間開通，此站啟用[1]。
- 1931年（昭和6年）3月1日 - 公司合併後成為三重鐵道車站[2][3]。
- 1944年（昭和19年）2月11日 - 公司合併後成為三重交通車站[1]。
- 1952年（昭和27年）前 - 車站暫停營業。
- 1956年（昭和31年）9月23日 - 隨著名古屋線四日市附近的走線變更，諏訪至中川原之間使用新線（當時，諏訪站於新線上的車站名稱為近畿日本四日市站。在1970年改名為近鐵四日市站）[1][4]。
- 1964年（昭和39年）
  - 2月1日 - 三重交通的鐵路事業分離，成為三重電氣鐵道車站[1]。
  - 3月1日 - 軌距由762毫米改至1,435毫米，架空電纜電壓升至直流1,500伏特[5]。
- 1965年（昭和40年）4月1日 - 公司合併後成為近畿日本鐵道湯之山線車站[1]。
- 1969年（昭和44年）月15日 - 暫停營業中的此站、製絨所前站、小生站、神森站和宿野站一同廢止。

## 相鄰車站
近畿日本鐵道
湯之山線
近鐵四日市－堀木－中川原

## 註腳
1. 1 2 3 4 5  曾根悟（日语：曽根悟）（監修）. . 朝日百科週刊. 2號 近畿日本鐵道 1. 朝日新聞出版. 2010-08-22: 18–23. ISBN 978-4-02-340132-7 （日语）.
2. ↑  近畿日本鉄道株式会社. . 近畿日本鉄道. 2010-12: 357–358. NDL 21906373.
3. ↑  『歴史でめぐる鉄道全路線 大手私鉄』中指出為同年3月18日。
4. ↑  近畿日本鉄道株式会社. . 近畿日本鉄道. 2010-12: 248. NDL 21906373 （日语）.
5. ↑  . 鉄道ピクトリアル (電気車研究会). 1964-05, (157): 86 （日语）.